# Heliophanus berlandi
Heliophanus berlandi este o specie de păianjeni din genul Heliophanus, familia Salticidae, descrisă de Lawrence, 1937. Conform Catalogue of Life specia Heliophanus berlandi nu are subspecii cunoscute.